# Wolodymyr Romanenko
Wolodymyr Danylowytsch Romanenko (ukrainisch Володимир Данилович Романенко; * 13. August 1992 in Tozkoje, Russland) ist ein ukrainischer Eishockeyspieler, der seit 2018 erneut beim HK Donbass Donezk in der ukrainischen Eishockeyliga spielt.

## Karriere
Wolodymyr Romanenko, der im russischen Tozkoje geboren wurde, begann seine Karriere beim HK Charkiw. 2008 wechselte er zum HK Sokil Kiew, wo er zunächst für dessen zweite Mannschaft in der ukrainischen Liga spielte, aber in der Spielzeit 2009/10 auch in der belarussischen Extraliga eingesetzt wurde. 2010 wechselte für ein Jahr zum belarussischen Ligakonkurrenten Metallurg Schlobin. Anschließend kehrt er in die Ukraine zurück und wechselte, nachdem er ein Spiel für den HK Donbass Donezk absolviert hatte, zum HK Berkut aus der ukrainischen Eishockeyliga. Die Spielzeit 2013/14 verbrachte er beim VEU Feldkirch in der österreichischen Inter-National-League. Nachdem der Spielbetrieb in der Ukraine wieder aufgenommen werden konnte, schloss er sich Anfang 2015 dem HK Krementschuk an. 2017 wechselte er in die rumänische Eishockeyliga, wo er zunächst beim CS Progym Gheorgheni spielte. Bereits im November 2017 ging er zum Ligakonkurrenten CSM Dunărea Galați, wechselte aber bereits 2018 wieder zum HK Donbass Donezk, mit dem er 2019 ukrainischer Meister wurde und in das First-All-Star-Team der Liga gewählt wurde.

### International
Romanenko vertrat sein Heimatland im Juniorenbereich bei den U18-Weltmeisterschaften 2008, 2009 (jeweils in der Division I) und 2010 (in der Division II) sowie den U20-Weltmeisterschaften 2010, 2011, als er zum besten Spieler seiner Mannschaft gewählt wurde, (jeweils in der Division I) und 2012 (in der Division II). 
Sein Debüt in der Herren-Nationalmannschaft gab er im Februar 2016 mit 23 Jahren in der Qualifikation für die Olympischen Winterspiele in Pyeongchang 2018. Obwohl die Ukrainer in der ersten Qualifikationsrunde knapp an Japan scheiterten, wurde er auch für das Turnier der Gruppe B der Division I Weltmeisterschaft 2016 nominiert und erreichte mit seinem Team den Wiederaufstieg in die Gruppe A der Division I. Auch bei den Weltmeisterschaften 2018 und 2018 spielte er in der Division I. Zudem vertrat er seine Farben bei der Qualifikation für die Olympischen Winterspiele in Peking 2022.

## Erfolge und Auszeichnungen
- 2012 Aufstieg in die Division I, Gruppe B, bei der Weltmeisterschaft der Division II, Gruppe A
- 2016 Aufstieg in die Division I, Gruppe A, bei der Weltmeisterschaft der Division I, Gruppe B
- 2019 Ukrainischer Meister mit dem HK Donbass Donezk
- 2019 First-All-Star-Team der ukrainischen Eishockeyliga